# ایون گئورگی مارر
ایون گئورگی مارر (رومانیایی: Ion Gheorghe Maurer)؛ زادهٔ ۲۳ سپتامبر ۱۹۰۲ – درگذشتهٔ ۸ فوریه ۲۰۰۰) یک سیاست‌مدار کمونیست و وکیل اهل رومانی بود. وی چهل و نهمین نخست‌وزیر رومانی بود. او حدود ۱۳ سال سمت نخست‌وزیری رومانی را دراختیار داشته است و از این جهت رکورددار طولانی‌ترین مدت ریاست دولت در رومانی است.